# ایالات متحده آمریکا در المپیک تابستانی ۱۹۲۴
ایالات متحده آمریکا در بازی‌های المپیک تابستانی ۱۹۲۴ که در پاریس فرانسه برگزار شد، با ۲۹۹ ورزشکار شرکت نمود و موفق به کسب ۹۹ مدال (۴۵ طلا، ۲۷ نقره، ۲۷ برنز) شد که در رتبه ۱ مسابقات قرار گرفت.